# María Enma Botet Dubois
María Enma Botet Dubois (née le 10 août 1903) est une pianiste et compositrice cubaine.

## Biographie
Née à Matanzas, elle étudia la musique avec Hubert de Blanck (en) et Joaquin Nin. Après avoir terminé ses études, elle enseigna la musique au conservatoire Hubert de Blanck et au conservatoire Amadeo Roldan à La Havane,. Elle meurt à Miami.

## Œuvres
- Suite Cubana pour piano
- Pequeno Son
- Dancitas de Ayer
- Era una guajirita
- Cancion de guajiro
- De dos en dos (contradanza)
- Las goticas de lluven bailan el bolero
- Bailamos (Habanera)
- Caserita se va el dulcero
- La cajita de musica toca una criolla
- Diablito Carnavalesco[4]

## Source
- (en) Cet article est partiellement ou en totalité issu de l’article de Wikipédia en anglais intitulé « María Enma Botet Dubois » (voir la liste des auteurs).